# Pfsync
| Version: | 6 (OpenBSD 5.1)                                    |           |            |        |
| Einsatzgebiet: | Synchronisation von States der OpenBSD-PF-Firewall |           |            |        |
| \| Internet \| pfsync \| pfsync \| pfsync \| pfsync \| \| Internet \| IPv4 \| IPv4 \| IPv6 \| IPv6 \| \| Netzzugang \| Ethernet \| Token Bus \| Token Ring \| FDDI \| |                                                    |           |            |        |
| Internet | pfsync                                             | pfsync    | pfsync     | pfsync |
| Internet | IPv4                                               | IPv4      | IPv6       | IPv6   |
| Netzzugang | Ethernet                                           | Token Bus | Token Ring | FDDI   |

pfsync – eine Abkürzung von  packet filter synchronization (deutsch: Paketfiltersynchronisation) – ist ein Netzwerkprotokoll um Firewall-States zwischen PF-Firewalls zu synchronisieren.

## Verwendung
Es wurde von den Entwicklern der PF-Firewall im Rahmen des OpenBSD-Projektes entwickelt. Die Synchronisation wird bei hochverfügbaren Firewalls verwendet, bei denen ein Slave beim Ausfall des Masters seine Aufgaben übernehmen muss. pfsync wird daher im Zusammenhang mit Common Address Redundancy Protocol (CARP) verwendet.

## Protokoll
Das Protokoll ist binär und setzt direkt auf dem IP-Protokoll auf. Die pfsync-Nachrichten sind Datagramme und werden als IP-Payload verschickt. Die Nachrichten beinhaltet einen Header, mehrere Sub-Header und Daten. Diese werden per IPv4 oder auch IPv6 übertragen. Die Nachrichten über Änderungen in der State-Table können als Broadcast- oder Unicast-Paket verschickt werden.